# Satnam Ramgotra
Satnam Singh Ramgotra (Saskatoon 1970) is een Canadees drummer, percussionist en tablaspeler.

## Biografie
Ramgotra is geboren en getogen in het Canadese Saskatoon en is van Indiase afkomst. Tijdens zijn schooljaren trad hij op en nam hij deel aan regionale en nationale bandfestivals. Invloeden die hem hebben besloten om drummer te worden waren onder andere Billy Cobham. Ramgotra verhuisde naar de Verenigde Staten om een studie te volgde aan de Percussion Institute of Technology in Los Angeles. Hij studeerde ook onder leiding van de wereldberoemde tablameester Swapan Chaudhuri aan het Ali Akbar College of Music in San Rafael, Californië. 
Hij speelt punk en funk tot klassiek en jazz. In 2002 richten hij met toetsenist Rodney Lee het duo Alien Chatter op. Ramgotra heeft samengewerkt met artiesten als Beck, Macy Gray, Shakira, Sting en Pharrell Williams. Hij trad op in The Late Show with Stephen Colbert, The Tonight Show met Jay Leno en bij de 84ste Oscaruitreiking. Als muzikant speelde hij ook bij live-concerten. In 2007 en 2008 trad Ramgotra samen met Cheap Trick op in de Hollywood Bowl voor de 40e verjaardag van The Beatles-album Sgt. Pepper's Lonely Hearts Club Band. Hij speelde als studiomuzikant ook voor onder andere film- en televisieproducties.
Ramgotra is als muzikant regelmatig betrokken geweest bij producties voor Remote Control Productions.

## Discografie

### Albums
| Jaar | Titel                                             | Opmerkingen        |
| ---- | ------------------------------------------------- | ------------------ |
| 2003 | Music For Aliens                                  | als Alien Chatter  |
| 2007 | Invasion                                          | als Alien Chatter  |
| 2015 | Drumcore                                          | met Nine One One   |
| 2015 | Last Knights (Original Motion Picture Soundtrack) | met Martin Tillman |
| 2023 | Sacral Chakra                                     |                    |